# Almere Sailors
Almere Sailors was een Nederlandse professioneel basketbalclub. De club werd opgericht in 2020 en speelde één seizoen in Dutch Basketball League (DBL), het hoogste niveau van Nederland. In augustus 2021 trokken de Sailors zicht terug van het hoogste niveau en in oktober werd de club failliet verklaard.
De Sailors speelden hun thuiswedstrijden in het Topsportcentrum Almere.

## Historie
In juli 2020 maakte Almere Pioneers hun plannen bekend om een professioneel team op te richten om in de Dutch Basketball League te gaan spelen. Door de coronapandemie werden de financiële eisen voor toetredende teams verlaagd, wat kansen bood voor een Almeers team. In het seizoen 2020/21 maakte de Sailors hun debuut, het was de eerste keer sinds 2007 dat een team uit de stad op het hoogste niveau uit kwam. Op 13 augustus werd Eric Kropf aangekondigd als de eerste hoofdcoach van de Sailors. Op 27 augustus werd de deelname aan de DBL definitief. Op 16 september zette de eerste speler, namelijk Papito Hersisia, zijn naam onder een contract met de club.
Het eerste seizoen van de Sailors kende wisselvallige resultaten. De eerste overwinning ooit van de club werd geboekt op 21 januari 2021, nadat Apollo Amsterdam werd verslagen met 74-64 na een verlenging. Op 10 maart werd coach Kropf ontslagen en nam assistent Gregory Tjin-A-Koeng zijn taken over. 
Op 12 augustus 2021 werd bekend dat de Sailors zich terug trokken uit de BNXT League omdat het de nodige financiële middelen miste. In oktober werd de stichting failliet verklaard nadat een crowdfunding campagne niet genoeg opleverde. Voorzitter Rinus Balvert rekende niet op een doorstart: "Ik heb gemerkt dat de sport basketbal toch niet zo leeft in de stad, zowel bij ondernemers als bij het publiek. Onbekend maakt onbemind."

## Spelers (2020/21)
| #  | Speler                  | Positie    |
| -- | ----------------------- | ---------- |
| 4  | Brian van de Weijenberg | PG         |
| 5  | Dolf Veltman            | G          |
| 6  | Dante Lombardi          | G          |
| 7  | Edwin Richmond          | G          |
| 8  | Mike Osepa              | G          |
| 9  | Job Kayhan              | F          |
| 12 | Marnexson Knepa         | SF         |
| 13 | Papito Hersisia         | C          |
| 14 | Livadjo Olijfveld       | F          |
| 15 | Eamonn Joyce            | C          |
| 16 | Esebio Sage             | G          |
| 18 | Ruben Pot               | F          |
| ?  | Harlod Bombala          | FC         |
| -  | Gregory Tjin-A-Koeng    | Hoofdcoach |

Almere · Amsterdam · Bemmel · Den Bosch · Den Haag · Den Helder · Groningen · Leeuwarden · Leiden · Rotterdam · Weert · Zwolle